# Краснокаменск
Краснокаменск (рус. Краснокаменск) град је у Русији у Забајкалском крају. Према попису становништва из 2010. у граду је живело 55.668 становника.

## Становништво
Према прелиминарним подацима са пописа, у граду је 2010. живело 55.668 становника, 252 (0,45%) мање него 2002.
| 1970.  | 1979.  | 1989.  | 2002.  | 2010.  |
| ------ | ------ | ------ | ------ | ------ |
| 13.830 | 50.970 | 66.872 | 55.920 | 55.666 |